# Calathea ornata
Calathea ornata  es una especie fanerógama de la familia Marantaceae. Es originaria de América del Sur (Colombia, Venezuela), y se cultiva en países de clima templado como una planta de interior. Se ve afectada por la araña roja.

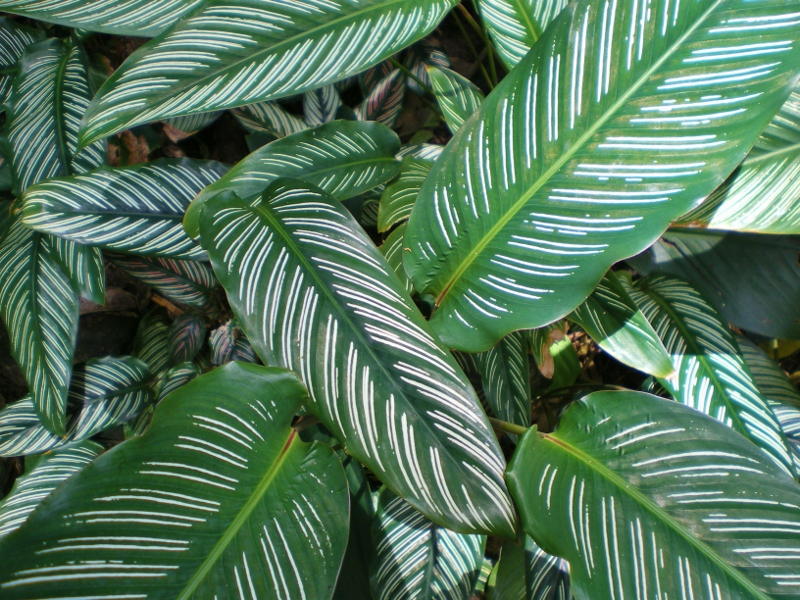
Hojas

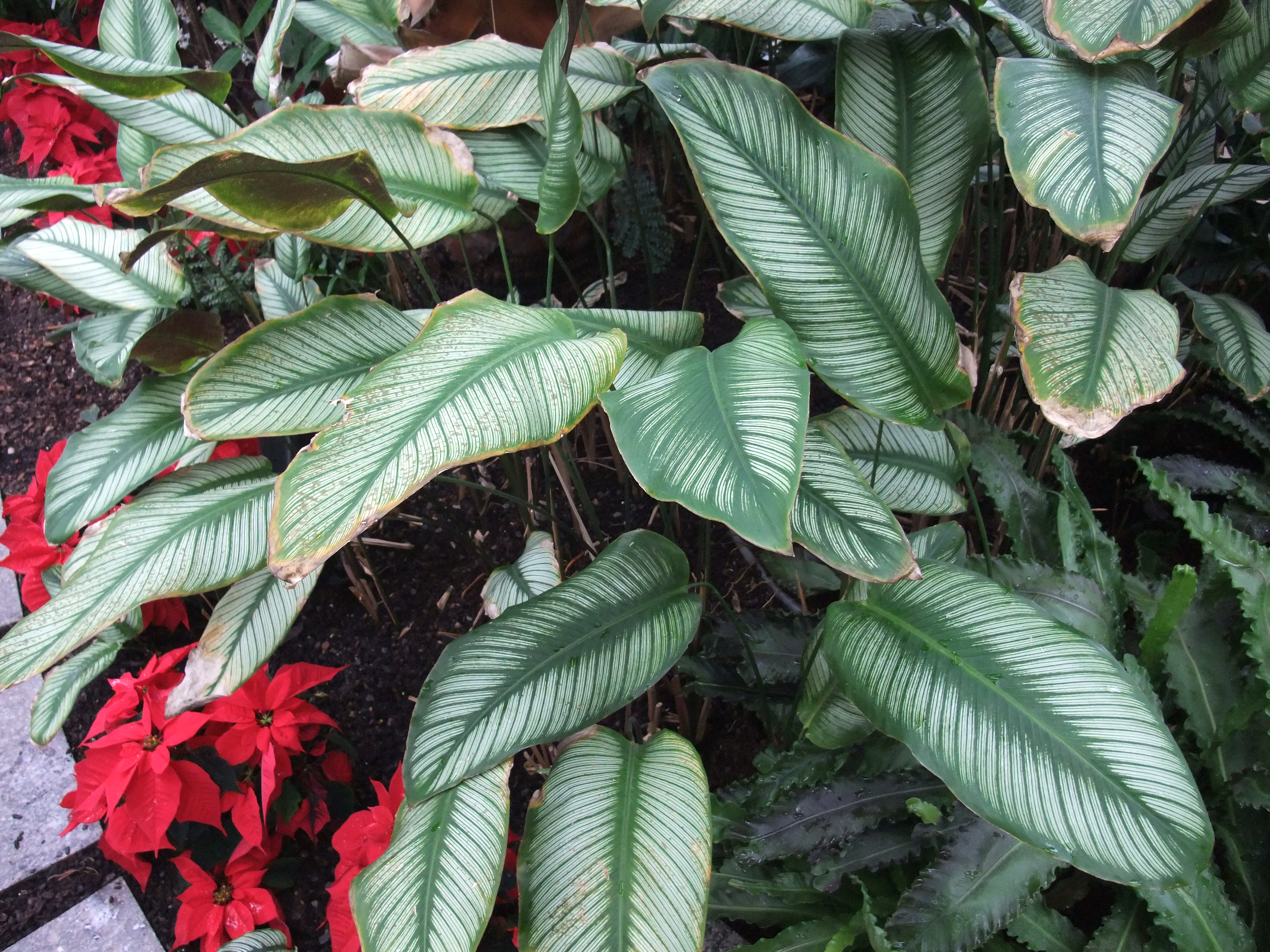
Vista de la planta

## Descripción
Presenta hojas de verde muy oscuro, y dibujos de nervios marcados, y el envés es de un color morado.

## Taxonomía
Calathea ornata fue descrita por (Linden) Körn. y publicado en Gartenflora 7: 87. 1858.
Sinonimia
- Calathea arrecta Lindl. & André
- Calathea ornata var. albolineata Körn.
- Calathea ornata var. roseolineata Körn.
- Maranta albolineata (Körn.) Regel
- Maranta coriifolia Regel
- Maranta ornata Linden
- Maranta roseolineata (Körn.) Linden
- Phrynium ornatum (Linden) K.Koch
- Phyllodes arrecta (Lindl. & André) Kuntze
- Phyllodes ornata (Linden) Kuntze[4][5]